# Meili
Meili (norrønt for "den skønne") er en as i nordisk mytologi. Han omtales som søn af Odin og bror til guden Thor. Meili nævnes i digtet Hárbarðsljóð fra den Ældre Edd, der blev samlet i 1200-tallet, fra tidligere traditionelle kilder, og i 'Skáldskaparmál fra den Yngre Edda, som blev skrevet af Snorri Sturluson i 1200-tallet. Udover Meilis relationer til Odin og Thor bliver der ikke angivet anden information om denne gud.